# Ibis (vliegtuig)
De Ibis was het eerste KLM-toestel van het type Douglas DC-3. Het werd op 21 september 1936 aan de KLM afgeleverd en vloog onder de registratie PH-ALI. De KLM opende op 13 november 1936 de eerste officiële lijndienst met de Ibis naar de luchthaven Le Bourget bij Parijs. Op 1 juni 1943 werd het toestel, op een civiele lijndienst met betalende passagiers, neergehaald door jagers van de Luftwaffe.
Tot de Duitse aanval op Nederland in 1940 werd de Ibis voornamelijk ingezet op de route Amsterdam-Batavia. Op 9 mei 1940 had het toestel de lijndienst Amsterdam-Shoreham uitgevoerd. Het zou op 10 mei 1940 terugkeren naar Amsterdam, maar wegens de Duitse inval kreeg de bemanning opdracht in Engeland te blijven. Op 25 juli 1940 werd de registratie van de Ibis gewijzigd in G-AGBB, en werd de oranje buitenkant overgeschilderd in camouflagekleuren. Het toestel werd door BOAC samen met andere naar Engeland uitgeweken KLM-toestellen (vijf DC-3's en één DC-2) en -bemanningen ingezet op de civiele passagiersdienst Bristol-Lissabon.
De Ibis werd, als enige op deze lijndienst, binnen zeven maanden drie keer door Duitse jachtvliegers aangevallen. Bij de eerste twee aanvallen bleven alle inzittenden, ondanks zware schade aan het vliegtuig, nog ongedeerd. Maar tijdens de laatste aanval, op 1 juni 1943, verdween het toestel als BOAC-vlucht 777, met dertien passagiers en vier bemanningsleden aan boord, in de Golf van Biskaje.